# Покотило Ніна Олексіївна
Ні́на Олексі́ївна Покоти́ло (нар. 26 березня 1947; Київ) — український політик. 

## Життєпис
Народилась 26 березня 1947 року в місті Київ у робітничій сім'ї.
У 1973 році закінчила Київський національний університет імені Тараса Шевченка, за спеціальністю  «Українська мова та література».
- 1963—1983 рр. — вихователька дитячого садка, старша піонервожата, вчитель української мови й літератури, організатор позакласної й позашкільної роботи у виховних і освітніх закладах міста Києва. Директор школи № 111. Відповідальний секретар комісії у справах неповнолітніх Дарницького райвиконкому міста Києва.
- 1983—1987 рр. — завідувач відділу пропаганди та агітації Дарницького райкому КПУ міста Києва.
- 1987—1998 рр. — директор СШ № 98, заступник директора з навчально-виховної роботи школи № 204 міста Києва.

Одружена, має 2 синів.

## Політична діяльність
Член політвиконкому Політради СПУ (з листопада 1992 р.); представниця Громадянського комітету захисту Конституції «Україна без Кучми» для ведення переговорів з представниками режиму (з лютого 2001 р.).
Народний депутат України 3 скликання березень 1998 - квітень 2002 р. від СПУ-СелПУ, № 15 в списку. На час виборів: заступниця директора з навчально-виховної роботи школи № 204 міста Києва, член СПУ. Член фракції Соціалістичної партії та СелПУ («Лівий центр») (з травня 1998 р., пізніше — фракція СПУ); член Комітету з питань культури й духовності (з липня 1998 р.). Член Тимчасової спеціальної комісії ВР України з питань дотримання органами державної влади та місцевого самоврядування та їх посадовими особами, Центральною виборчою комісією норм виборчого законодавства під час підготовки і проведення виборів Президента України (з травня 1999 р.). 
Квітень 2002 р. — кандидатка в народні депутати України, виборчий округ № 133, Миколаївська область, висуванець СПУ. За 4,71 %, 7 з 16 претендентів. На час виборів: народний депутат України, член СПУ.